# Pireella pycnothallodes
Pireella pycnothallodes är en bladmossart som beskrevs av Fleischer 1917. Pireella pycnothallodes ingår i släktet Pireella och familjen Pterobryaceae. Inga underarter finns listade i Catalogue of Life.